# Jelle De Beule
Pour les articles homonymes, voir De Beule.
Jelle De Beule, né le 18 février 1981 à Lokeren (province de Flandre-Orientale), est un producteur de télévision, scénariste de bande dessinée belge néerlandophone, aussi connu comme acteur dans The Best of Dorien B..

## Biographie
Jelle De Beule naît le 18 février 1981 à Lokeren.
Il étudie l'animation à l'Académie royale des beaux-arts de Gand (KASK).
Il dessine des cartoons hebdomadaires pour les hebdomadaires Joepie et TV-Gids. Au cours de l'été 2011, il publie la chronique Rufus et Minoe pour Humo avec Koen De Poorter. Cela ressemblait à une rubrique pour enfants, mais elle est emplie d'humour sarcastique. Rufus est un chat  et Minoe un cheval, des personnages clés dans des jeux, des énigmes et des coloriages. On peut le considérer comme une parodie du coin jeux du Studio 100 dans Het Laatste Nieuws.
Comme scénariste de bande dessinée, il est encore inconnu du public francophone mais il scénarise une histoire de Gil et Jo pour Thijs De Cloedt, publiée uniquement en néerlandais aux éditions Standaard en 2021.

## Filmographie
Sauf indication contraire, les informations mentionnées dans cette section peuvent être confirmées par la base de données cinématographiques IMDb,  présente dans la section « Liens externes ».
- 2020 : The Best of Dorien B.[4] : Jeroen
- 2021 : Hoodie

#### Articles
- « "De Ideale Wereld" revient avec humour sur la polémique Theo Francken », RTBF,‎ 23 septembre 2017 (lire en ligne, consulté le 14 septembre 2023).